# ميخائيل بيجلي
ميخائيل بيجلي (بالإنجليزية: Michael Begley)‏ هو مجدف أمريكي، ولد في 22 سبتمبر 1872 في دبلن في جمهورية أيرلندا، وتوفي في 24 أغسطس 1938 في سانت لويس في الولايات المتحدة.

## وصلات خارجية
- ميخائيل بيجلي على موقع الاتحاد الدولي للتجديف (الإنجليزية)
- ميخائيل بيجلي على موقع اللجنة الأولمبية الدولية (الإنجليزية)
- ميخائيل بيجلي على موقع أوليمبيديا (الإنجليزية)